# تفجير مركز شرطة الدلم 2016
هو تفجير عن طريق عبوات ناسفة استهدف مركز للشرطة السعودية في مدينة الدلم بمحافظة الخرج جنوب العاصمة الرياض بيوم السبت الموافق 2 أبريل 2016، تسبب التفجير بحسب بيان وزارة الداخلية السعودية بمقتل مقيم وأضرار وحريق في سيارتين للشرطة، تبنت العملية ولاية نجد التابعة لتنظيم الدولة الإسلامية (داعش)، وقال التنظيم في بيان له أن «مفرزة أمنية تابعة لجنود دولة الخلافة قامت بإستهداف مركز لشرطة الردة في الدلم وتسببت بتلف 3 آليات للشرطة».